# Landschaftsschutzgebiet Hecken-Grünlandkomplex nördlich Kohlstädt

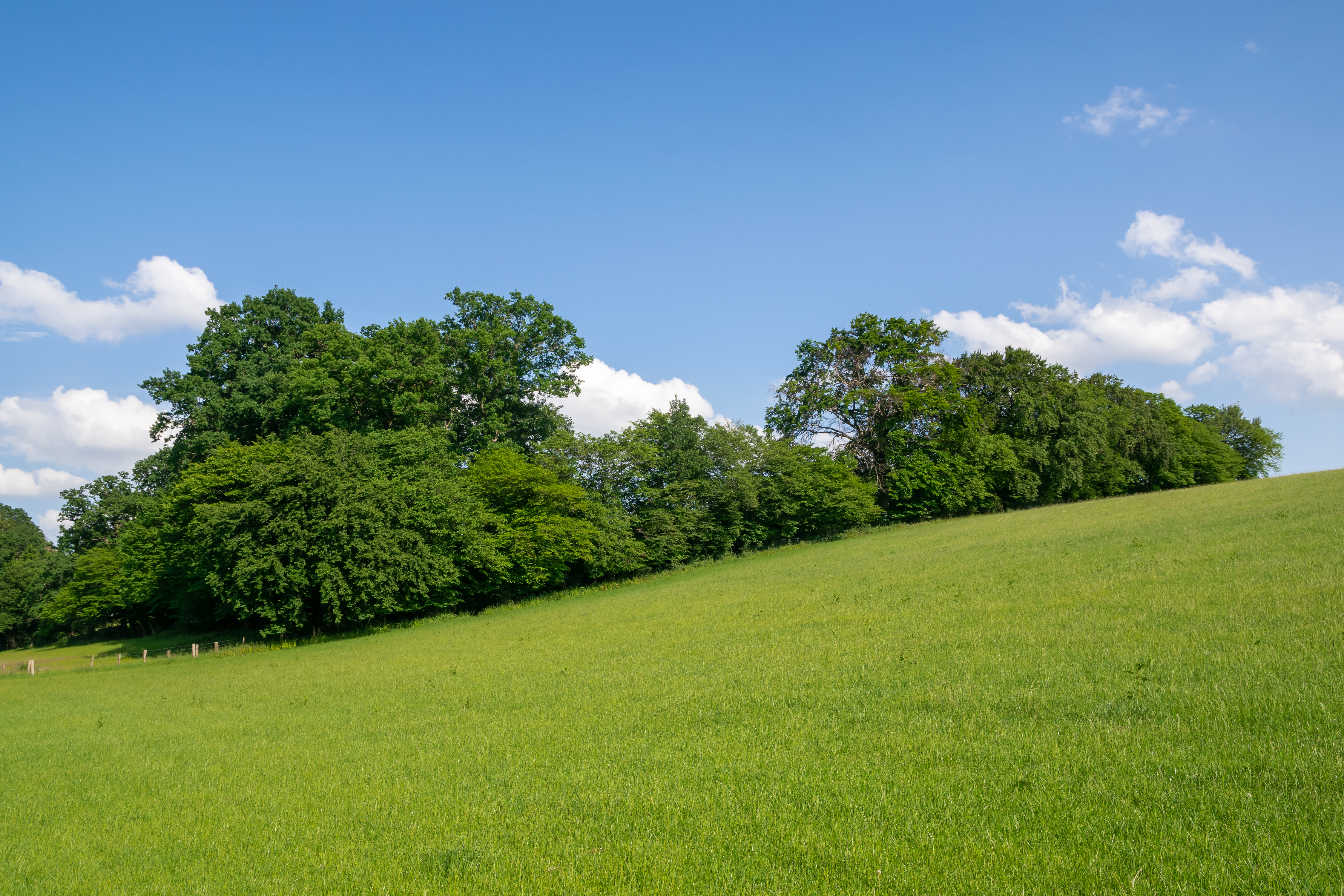
Landschaftsschutzgebiet Hecken-Grünlandkomplex nördlich Kohlstädt

Das Landschaftsschutzgebiet Hecken-Grünlandkomplex nördlich Kohlstädt mit etwa 6 ha Flächengröße liegt im Gemeindegebiet von Schlangen. Es wurde 2005 mit dem Landschaftsplan  Nr. 10 Horn-Bad Meinberg/Schlangen durch den Kreistag des Kreises Lippe als Landschaftsschutzgebiet (LSG) ausgewiesen.

## Beschreibung
Das Landschaftsschutzgebiet Hecken-Grünlandkomplex nördlich Kohlstädt liegt nördlich von Kohlstädt. Das LSG umfasst einen Biotopkomplex aus Grünlandflächen, die von hochwüchsigen Baumhecken umgeben werden. Auch Einzelbäume und ein Wäldchen gehören zum LSG. „Die Wuchsform der hochgewachsenen Baumhecken zeigen noch typische Markierungen der früheren Stock- und Kopfschneitelung.“

## Schutzzwecke für das LSG
Laut Landschaftsplan erfolgte die Ausweisung des LSG
- „zur Erhaltung der Leistungsfähigkeit des Naturhaushaltes,“
- „zur Erhaltung und Wiederherstellung eines Waldbereiches mit unterschiedlichen Feuchtestufen,“
- „zur Erhaltung eines Waldkomplexes in der Zerfallphase, wegen der Eigenart und Schönheit des alten Hudewaldes,“
- „zur Sicherung der das Landschaftsbild prägenden Alt- und Totholzbestände.“[1]

## Rechtliche Vorschriften
Im Landschaftsschutzgebiet ist unter anderem das Errichten bzw. Anlegen von Bauten und Fischteichen verboten. Grün- und Brachland darf nicht in eine andere Nutzungsart umgewandelt oder umgebrochen werden. Es ist im LSG verboten, Hunde frei laufen zu lassen, ausgenommen ist die ordnungsgemäße Jagd und Hof- und Gartenbereiche. Obstbäume auf Obstwiesen und Einzelbäume dürfen nur gefällt werden, wenn dies einvernehmlich mit der Unteren Landschaftsbehörde abgestimmt wurde und entsprechende Ersatzbäume gepflanzt werden.